# Rolandylis
Rolandylis is een geslacht van vlinders van de familie bladrollers (Tortricidae).

## Soorten
- R. catalonica Gibeaux, 1985
- R. maiana (Kearfott, 1907)